# Pala de forner
Una pala de forner és un estri emprat per a enfornar i desenfornar peces de pa, crues i cuites respectivament.
Una variant típica de forn consta d'una volta de material refractari amb una superfície de treball plana relativament gran. Les peces a coure poden ser sense recipient (pans, coques, pizzes…) o amb un recipient (llaunes, cassoles, ...). Pel fet que la profunditat horitzontal del forn acostuma a ser important i la temperatura del forn és molt elevada (de l'ordre dels 200 graus) és imprescindible una eina que permeti dipositar les peces a coure en la posició correcta. La mateixa eina serveix per a enretirar les peces ja cuites.

## La pala
Una pala típica consta d'un mànec llarg de fusta de secció rodona i la pala pròpiament dita. Aquesta pala té una forma aproximadament rectangular, amb secció en forma de pla inclinat amb poca pendent. El caire d'atac és prim i arrodonit.

## Utilització
La boca del forn comunica amb una sala relativament llarga que permet l'operació de guardar la pala (generalment hi ha dues o tres pales) en posició horitzontal i reposant sobre dos o tres suports elevats. El forner agafa la pala i la deixa en posició horitzontal a nivell de la superfície del forn sobre dos cavallets mòbils (generalment). En aquesta posició pot dipositar una o més peces a coure. Un cop carregades les peces crues sobre la pala, el forner les introdueix al forn. Situades les peces sobre el punt desitjat una estirada seca permet enretirar la pala i deixar les peces al seu lloc.
Per a desenfornar el procés és el mateix a l'inrevés. La pala s'introdueix sobre la peca que hom vol enretirar amb un cop sec. La inèrcia de la peça fa que tingui tendència a no desplaçar-se i permet introduir la pala per sota. Carregada la pala el forner la treu del forn i descarrega les peces cuites.

## Galeria d'imatges

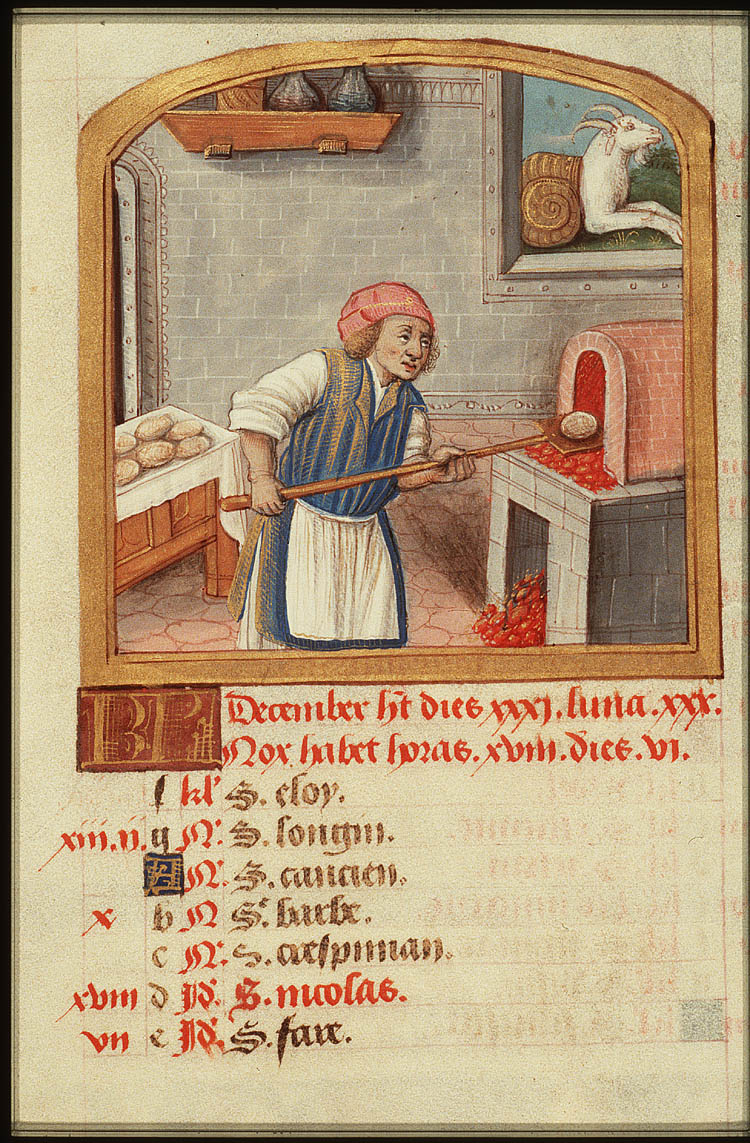
Il·lustració d'un flequer a un calendari medieval.
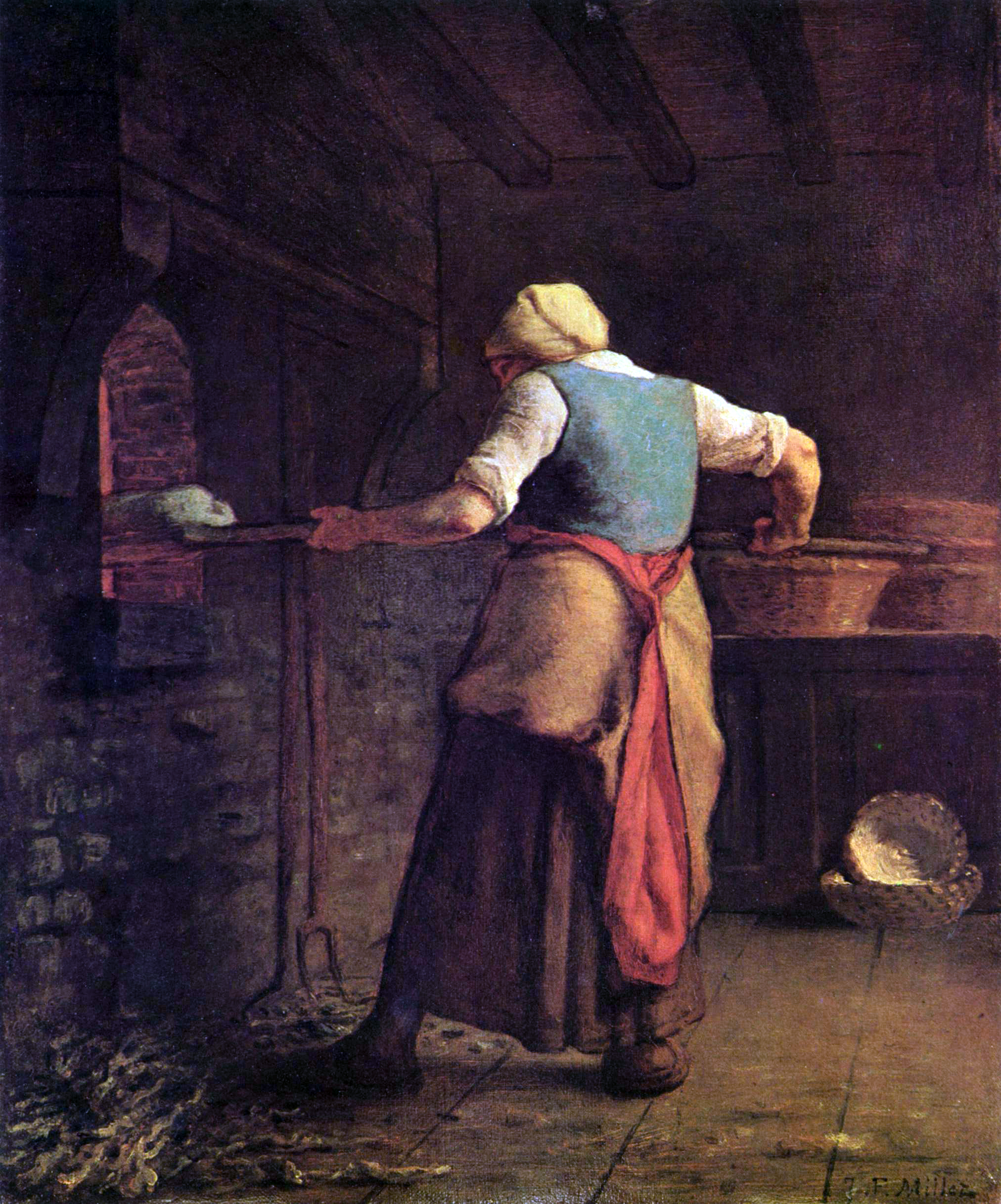
Fornera amb la seva pala a una pintura de Jean-François Millet.
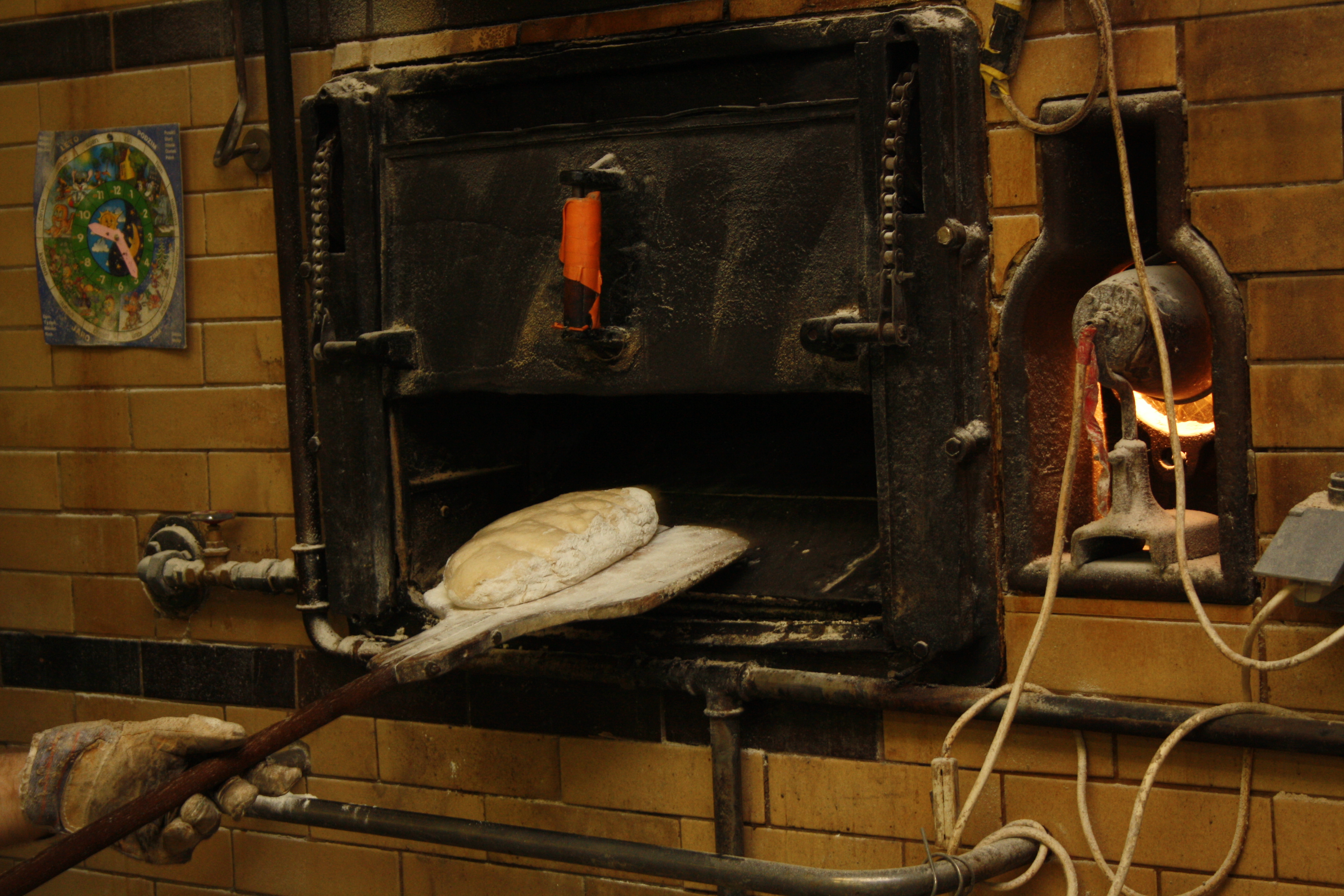
Pala de forner desenfornant una peça de pa.